# Пушка Гаусса

Иллюстрация принципа стрельбы

Пушка Гаусса (англ. Gauss gun, Coil gun, Gauss cannon) — одна из разновидностей электромагнитного ускорителя масс. Названа по фамилии немецкого учёного Карла Гаусса, заложившего основы математической теории электромагнетизма. Следует иметь в виду, что этот метод ускорения масс используется в основном в любительских установках, так как не является достаточно эффективным для практической реализации. По своему принципу работы (создание бегущего магнитного поля) сходна с устройством, известным как линейный двигатель.

## Принцип действия
Пушка Гаусса состоит из соленоида, внутри которого находится ствол (как правило, из диэлектрика). В один из концов ствола вставляется снаряд, сделанный из ферромагнетика. При протекании электрического тока в соленоиде возникает электромагнитное поле, которое разгоняет снаряд, «втягивая» его внутрь соленоида. На концах снаряда при этом образуются полюса, ориентированные согласно полюсам катушки, из-за чего после прохода центра соленоида снаряд притягивается в обратном направлении, то есть тормозится. В любительских схемах иногда в качестве снаряда используют постоянный магнит, так как с возникающей при этом ЭДС индукции легче бороться. Такой же эффект возникает при использовании ферромагнетиков, но выражен он не так ярко благодаря тому, что снаряд легко перемагничивается (коэрцитивная сила).
Для наибольшего эффекта импульс тока в соленоиде должен быть кратковременным и мощным. Как правило, для получения такого импульса используются электролитические конденсаторы большой ёмкости и с высоким рабочим напряжением.
Параметры ускоряющих катушек, снаряда и конденсаторов должны быть согласованы таким образом, чтобы при выстреле к моменту подлета снаряда к соленоиду индукция магнитного поля в соленоиде была максимальна, но при дальнейшем приближении снаряда резко падала. Стоит заметить, что возможны разные алгоритмы работы ускоряющих катушек.
Кинетическая энергия снаряда
{\displaystyle E={mv^{2} \over 2}}.
{\displaystyle m} — масса снаряда.
{\displaystyle v} — его скорость.
Энергия, запасаемая в конденсаторе.
{\displaystyle E={CU^{2} \over 2}}
{\displaystyle U} — напряжение конденсатора
{\displaystyle C} — ёмкость конденсатора
Время разряда конденсаторов
Это время за которое конденсатор полностью разряжается:
{\displaystyle T={\pi {\sqrt {LC}} \over 2}}
{\displaystyle L} — индуктивность
{\displaystyle C} — ёмкость
Время работы катушки индуктивности
Это время, за которое ЭДС катушки индуктивности возрастает до максимального значения (полный разряд конденсатора) и полностью падает до 0. Оно равно верхнему полупериоду синусоиды:
{\displaystyle T=\pi {\sqrt {LC}}}
{\displaystyle L} — индуктивность
{\displaystyle C} — ёмкость
Стоит заметить, что в представленном виде две последние формулы не могут применяться для расчетов пушки Гаусса, хотя бы по той причине, что по мере движения снаряда внутри катушки, её индуктивность все время изменяется.

## Применение
Теоретически возможно применение пушек Гаусса для запуска лёгких спутников на орбиту, так как при стационарном использовании есть возможность иметь большой источник энергии. Основное применение — любительские установки, демонстрация свойств ферромагнетиков. Также достаточно активно используется в качестве детской игрушки или развивающей техническое творчество самодельной установки (простота и относительная безопасность)

## Создание
Простейшие конструкции могут быть собраны из подручных материалов даже при школьных знаниях физики
Существует множество сайтов, в которых подробно описано, как собрать пушку Гаусса. Но стоит помнить, что создание оружия в некоторых странах может преследоваться по закону. Поэтому, перед тем, как создавать пушку Гаусса, стоит задуматься, как вы будете применять её.

## Преимущества и недостатки
Пушка Гаусса в качестве оружия обладает преимуществами, которыми не обладают другие виды стрелкового оружия. Это отсутствие гильз и неограниченность в выборе начальной скорости и энергии боеприпаса, возможность бесшумного выстрела (если скорость достаточно обтекаемого снаряда не превышает скорости звука) в том числе без смены ствола и боеприпаса, относительно малая отдача (равная импульсу вылетевшего снаряда, нет дополнительного импульса от пороховых газов или движущихся частей), теоретически, больша́я надёжность и, в теории, износостойкость, а также возможность работы в любых условиях, в том числе в космическом пространстве.
Однако, несмотря на кажущуюся простоту пушки Гаусса, использование её в качестве оружия сопряжено с серьёзными трудностями, главное из которых: большие затраты энергии.
Первая и основная трудность — низкий КПД установки. Лишь 1-7 % заряда конденсаторов переходят в кинетическую энергию снаряда. Отчасти этот недостаток можно компенсировать использованием многоступенчатой системы разгона снаряда, но в любом случае КПД редко достигает 27 %. В основном в любительских установках энергия, запасённая в виде магнитного поля, никак не используется, а является причиной использования мощных ключей (часто применяют IGBT модули) для размыкания катушки (правило Ленца).
Вторая трудность — большой расход энергии (из-за низкого КПД).
Третья трудность (следует из первых двух) — большой вес и габариты установки при её низкой эффективности.
Четвёртая трудность — достаточно длительное время накопительной перезарядки конденсаторов, что заставляет вместе с пушкой Гаусса носить и источник питания (как правило, мощную аккумуляторную батарею), а также высокая их стоимость. Можно, теоретически, увеличить эффективность, если использовать сверхпроводящие соленоиды, однако это потребует мощной системы охлаждения, что приносит дополнительные проблемы, и серьёзно влияет на область применения установки. Или же использовать заменяемые батареи-конденсаторы.
Пятая трудность — с увеличением скорости снаряда время действия магнитного поля, за время пролёта снарядом соленоида, существенно сокращается, что приводит к необходимости не только заблаговременно включать каждую следующую катушку многоступенчатой системы, но и увеличивать мощность её поля пропорционально сокращению этого времени. Обычно этот недостаток сразу обходится вниманием, так как большинство самодельных систем имеет или малое число катушек, или недостаточную скорость пули.
В условиях водной среды применение пушки без защитного кожуха также серьёзно ограничено — дистанционной индукции тока достаточно, чтобы раствор солей диссоциировал на кожухе с образованием агрессивных (растворяющих) сред, что требует дополнительного магнитного экранирования.
Таким образом, на сегодняшний день у пушки Гаусса нет перспектив в качестве оружия, так как она значительно уступает другим видам стрелкового оружия, работающего на других принципах. Теоретически перспективы, конечно, возможны, если будут созданы компактные и мощные источники электрического тока и высокотемпературные сверхпроводники (200—300К). Однако, установка, подобная пушке Гаусса, может использоваться в космическом пространстве, так как в условиях вакуума и невесомости многие недостатки подобных установок нивелируются. В частности, в военных программах СССР и США рассматривалась возможность использования установок, подобных пушке Гаусса, на орбитальных спутниках для поражения других космических аппаратов (снарядами с большим количеством мелких поражающих деталей), или объектов на земной поверхности.
В начале XXI века в некоторых странах, в частности в США и Китае созданы экспериментальные пушки Гаусса военного назначения.

## В литературе
Довольно часто в литературе научно-фантастического жанра упоминается пушка Гаусса.
Она выступает там в роли высокоточного смертоносного оружия.
Полуавтоматическая гаусс пушка из компьютерной игры Crysis называется  Винтовкой Гаусса её можно модифицировать прикрепив на неё разного вида прицелы и ЛЦУ.
Примером такого литературного произведения являются книги из серии «S.T.A.L.K.E.R.», написанные по серии игр S.T.A.L.K.E.R., где Гаусс-пушка была одним из мощнейших видов оружия и имела скорость пули 15000 м/с. В первую очередь гаусс пушка в трилогий была позаимствована от серий игр Fallout.
В фантастике пушку Гаусса воплотил в реальность Гарри Гаррисон в своей книге «Месть Стальной Крысы». Цитата из книги: «Каждый имел при себе гауссовку — многоцелевое и особо смертоносное оружие. Его мощные батареи накапливали впечатляющий заряд. Когда нажимали на спуск, в стволе генерировалось сильное магнитное поле, разгоняющее снаряд до скорости, не уступающей скорости снаряда любого другого оружия с реактивными патронами. Но гауссовка имела то превосходство, что обладала более высокой скорострельностью, была абсолютно бесшумной и стреляла любыми снарядами, от отравленных иголок до разрывных пуль».